# 三笠宮崇仁親王

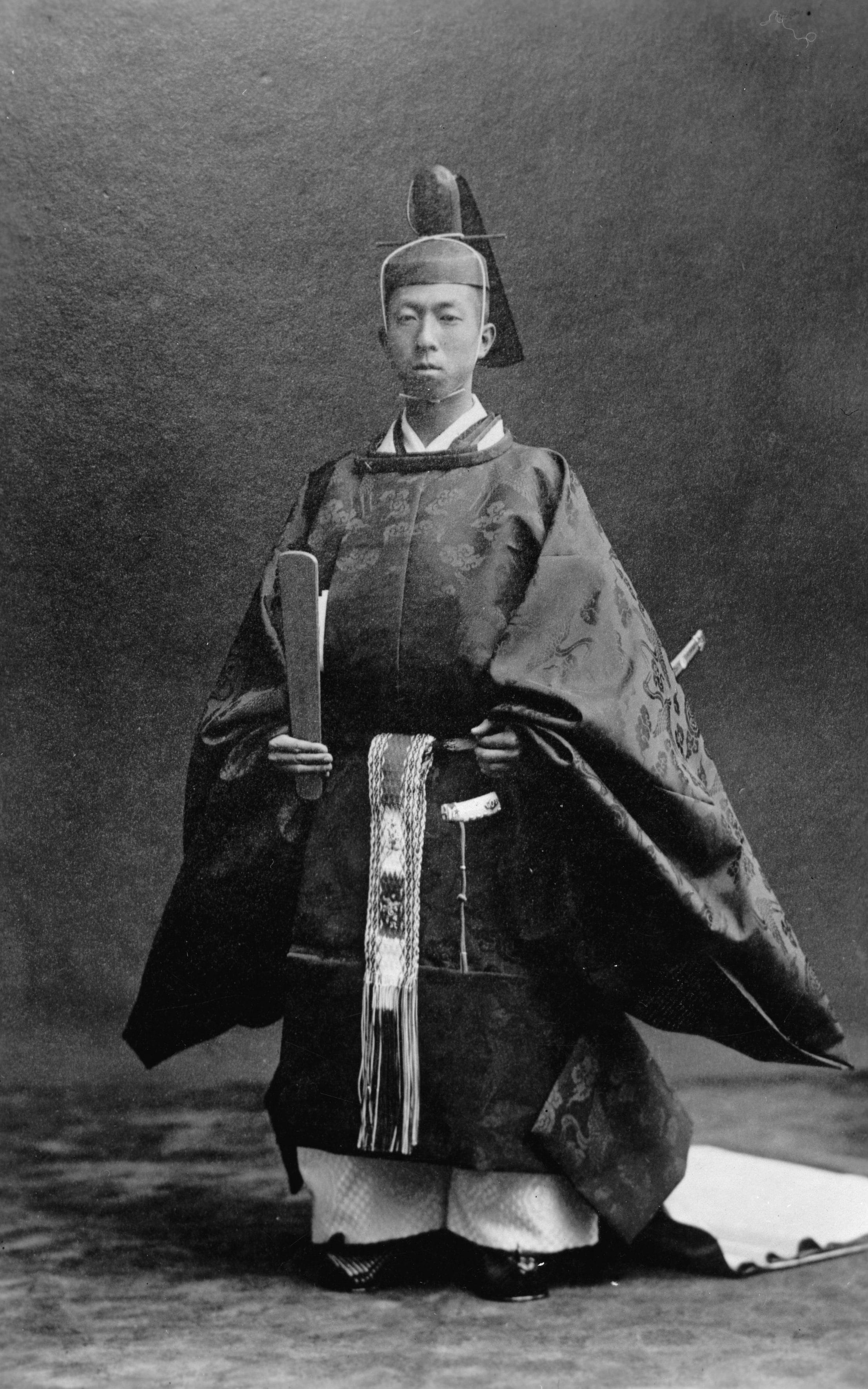
穿束帶的崇仁親王

三笠宮崇仁親王（1915年12月2日—2016年10月27日），為日本皇族、歷史學家。於父親大正天皇和母親貞明皇后所生的子女中排行第四，是昭和天皇的幼弟、上皇明仁的叔父。
幼稱澄宮（すみのみや），宮號為三笠宮，取自奈良市的三笠山，徽印為若杉。根據日本皇室典範，崇仁敬稱為殿下。他出生比哥哥們較晚，故比較不被視為繼承人，在二戰期間作為日本陸軍軍人派往中國，他見到日軍暴行所帶來的戰爭危害，使其在宮內抱持堅決的反戰態度，亦使其在日本投降時未被起訴及追究。由於其政治色彩偏左，在中日外交與和解中是重要的人物之一，並代表天皇一家向中國與韓國的受難者致歉，同時他以乘地鐵上班等平民化生活方式出名。
1941年（昭和16年）10月22日，與高木正得子爵的二女百合子結婚。婚後有近衛甯子（原甯子内親王，近衛忠煇夫人）、寬仁親王、宜仁親王、千容子（原容子内親王，裏千家家元、坐忘斋千宗室夫人）、憲仁親王等三男二女。三笠宮邸位於東京都港区元赤坂2丁目的赤坂御用地内。

## 生平

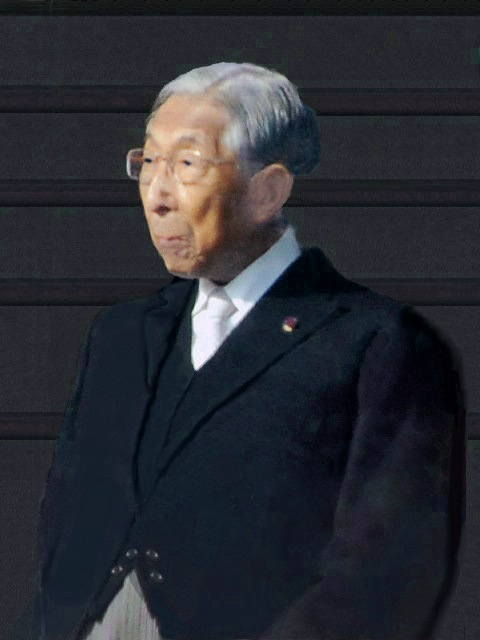
於2012年新年祝賀中的崇仁親王

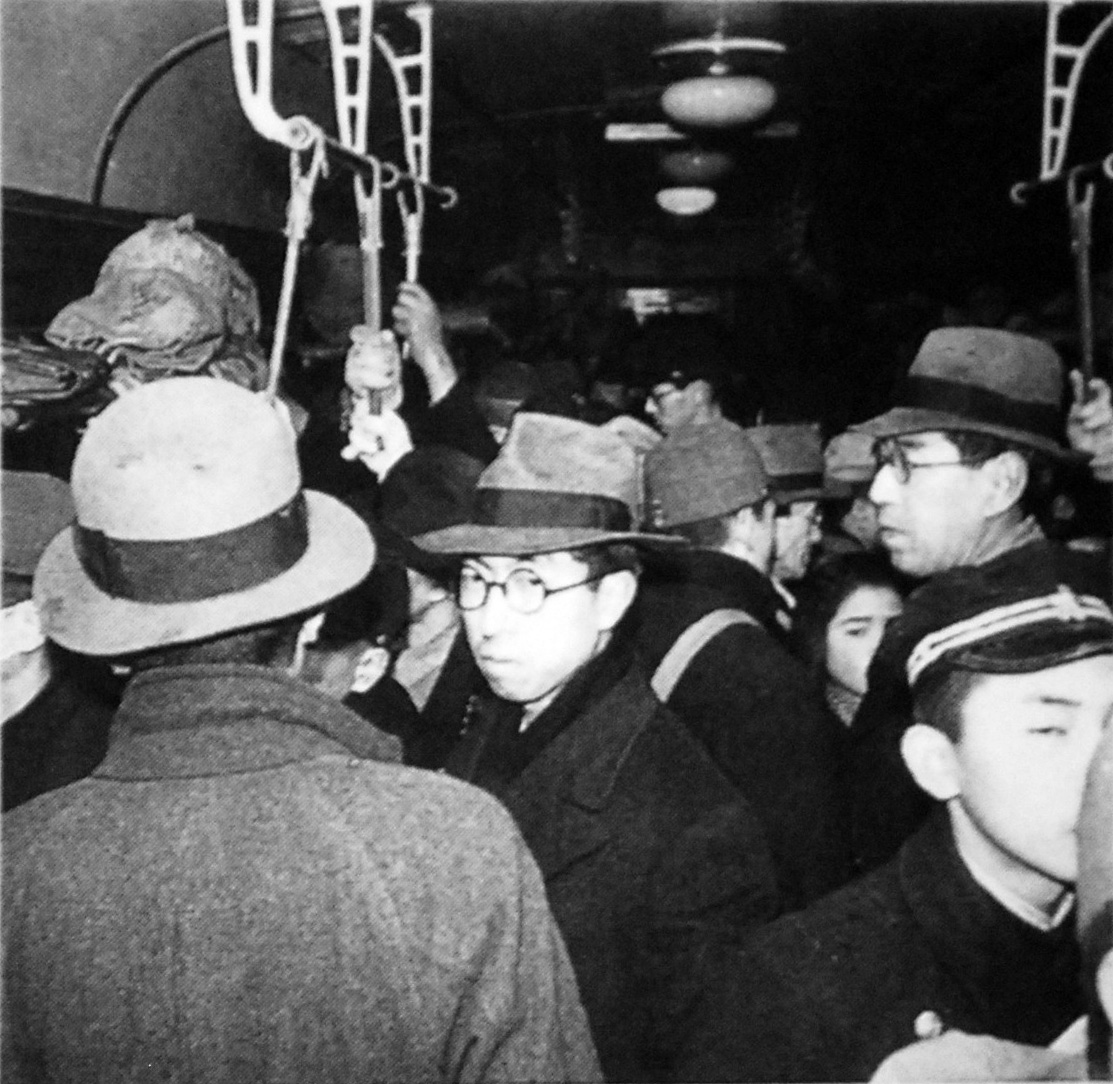
崇仁亲王1946年在日本国铁橫須賀線列车上

1915年12月2日，大正天皇和貞明皇后的第四位孩子於東京皇居御產殿出生，幼年时称号为“澄宮”（すみのみや）。崇仁亲王先后就读于學習院初等科、中等科，1936年（昭和11年）自陸軍士官學校（48期、兵科：騎兵）畢業。陸軍士官學校在學中的1935年（昭和10年），獲賜三笠宮之宮號，同時敘受大勳位。經習志野的陆军骑兵学校，陸軍大學校（55期）畢業。
中日戰爭期间，1943年1月至1944年1月，崇仁亲王化名“若杉”，以陆军大尉军衔奉派到南京的支那派遣军总司令部任参谋。任内视察过在中国几乎全部的日本占领区。在一年任职期满准备回国时，崇仁亲王向总司令部内的佐、尉级军官发出三个“研究课题”要求解答。
1994年，日本学者从档案中查找出该讲话，读卖新闻社派调查研究本部主任中野邦观为核心组成采访小组，对崇仁亲王本人进行专题采访，整理成《访谈记录》。该讲话连同《访谈记录》以及其他资料，刊登在读卖新闻社编辑出版的月刊《This is 读卖》1994年第8期“战后50年特大号”。其讲话和《访谈记录》驳斥了日本右翼分子否认南京大屠杀的行为，并揭露了九一八事变后国际联盟派李顿调查团到中国东北调查时，关东军策划在接待用的水果中注入霍乱弧菌进行阻挠或暗杀，但未能得逞；侵华日军用中国俘虏做活靶子训练日军士兵刺杀技术；日军用俘虏进行毒气试验并企图在战场上实际使用，等等。
1944年1月，崇仁亲王按期奉调回日本，任大本营陸軍参謀。为“和平派”的非正式成员，与日军内部反对东条英机的势力有联系。当时包括陆军少佐津野田知重、柔道家牛岛辰熊、木村政彦等人在内的“和平派”鉴于日本大势已去，试图以暗杀东条英机、但是不触及天皇的方式来实现停战。计划由津野田知重密谋暗杀东条英机，由崇仁亲王任支那派遣军总司令来率军撤退回国，退回侵略的中国领土，承认侵略罪行，与盟军停战，以拯救日本（津野田事件）。但是崇仁亲王认为津野田知重株杀数百人的计划流血过甚、不利停战，于是在1944年下半年到东京宪兵司令部自首以阻止计划实施。此后崇仁亲王并未受到处分，1944年9月转任陆军机甲本部少佐部副。1945年3月，经五个月军法审判，主谋津野田知重少佐被判处免职，五年监禁，缓期两年执行。支持津野田知重行动的石原莞尔被军事法庭传召录了份口供。整个事件的涉案者們以從輕發落而告終。眼見內部僵持依舊，1945年4月戰敗前夕，裕仁天皇在和崇仁亲王见面时问他：“你有什么打算？”表现出了天皇對於政局的不安。同年8月第二次世界大战结束时，崇仁亲王为陆军少佐、航空总军参謀。
在第二次世界大战结束后，崇仁亲王因其反战理念及皇室身份，使他在同盟國檢視和审判日本战犯的期间中并未受过多的影响和追究。自1947年起的3年间，作为東京帝国大学文学部研究生学习希伯来史。1954年，参与成立日本东方学会并任会長。1975年，参与成立中近東文化中心并任总裁。他还兼任東京女子大学、青山学院大学講師，東京艺术大学美術学部客座教授。
崇仁亲王对于身为皇族享有的特权弃如敝履，在其自传体著作《帝王、坟墓与民众》一书（光文社版）中，公开批判战争和皇族制度。他自甘于“庶民”生活，是率先坐公共交通工具上下班的皇族，被誉为“电车通勤”。纪元节被视为“初代天皇”神武天皇即位日，二战后不再作为法定节假日，1966年却又被定为“建国纪念之日”。崇仁亲王根据遗址考古成果以及《日本书纪》提出反对意见，指出此事缺乏学术依据，再次将该日定为节假日“威胁到学术自由，最终会导致战争”。崇仁亲王的反战、反皇族制度言行招致日本右翼不满，1959年，参加“纪元节奉祝建国祭大会”的日本右翼曾闯入崇仁的宅第。
1970年代中日邦交正常化的嘗試过程中，崇仁亲王作为裕仁天皇的弟弟，其政治立場投中國人所好，因此便由他負責了這些工作。加上在華期間也曾经學習了中文，先期赴中国打探铺垫，於是順利为1972年9月29日日本首相田中角荣同中国国务院总理周恩来签署《中日联合声明》起到了推动作用。
他曾作为「日本・土耳其協会」名誉总裁调查土耳其的历史遗迹。曾支持土耳其卡曼-卡勒赫于克遗迹的考古发掘工作。1991年11月，当选法兰西文学院的外籍院士。1994年6月，成为伦敦大学亞非学院名誉院士。
1998年11月，时任中共中央总书记、中国国家主席江泽民到访日本东京，崇仁亲王在日本皇宫举行的国宴上，就日军在战争时期的侵略暴行公开向江泽民道歉称：“我的良知现在仍然令我很伤痛，我想向中国人民道歉。”
2008年，崇仁亲王的最后著作《我的历史研究七十年》中写道：“很遗憾，当我们回顾历史就会发现，所谓和平只不过是战争的停歇期而已。但我认为即便如此，我们也无论如何要尽最大努力让和平期尽可能长久地保持下去。”
2016年10月27日，三笠宮崇仁親王在東京都中央区學校法人聖路加國際大學聖路加國際醫院因为心臟衰竭逝世，享嵩壽100岁。葬礼于11月4日举行，三笠宮崇仁親王是明治時期以來最長壽的日本皇室在籍成員（次於在二戰後脫離皇籍、享嵩壽102岁的東久邇宮稔彥王）。

## 荣誉

### 日本勋章奖章
- 大礼纪念章（1928年11月10日公布）[7]）
- 大勋位菊花大绶章（1936年10月1日公布[8]）
- 纪元二千六百年祝典纪念章（1940年8月15日[9]）

### 外国勋章奖章
- 意大利共和国功绩大十字骑士勋章（義大利語：Ordine al merito della Repubblica Italiana）（意大利，1982年3月9日公布[10]）：意大利总统佩尔蒂尼于1982年3月9日至15日对日本进行国事访问[11]。

## 著作
単著
- 『帝王と墓と民衆 - オリエントのあけぼの（付・わが思い出の記）』（カッパブックス：光文社、1956年）
  - 巻末に附載された「わが思い出の記」は、1956年までの自叙伝。
- 『乾燥の国 - イラン・イラクの旅』（平凡社、1957年）
- 『大世界史1 ここに歴史はじまる』文藝春秋、1967
- 『生活の世界歴史 1 古代オリエントの生活』河出書房新社、1976年 のち文庫
- 『古代オリエント史と私』（学生社、1984年）
- 『古代エジプトの神々 - その誕生と発展』（日本放送出版協会、1988年）
- 『レクリエーション随想録』日本レクリエーション協会、1998.3.
- 『文明のあけぼの - 古代オリエントの世界』（集英社、2002年）
- 『わが歴史研究の七十年』（学生社、2008年）

翻譯
- ジャック・フィネガン、赤司道雄・中沢洽樹共訳『古代文化の光 - ユダヤ教とクリスト教の考古学的背景』（岩波書店、1955年、増補版1966年）
- ジャック・フィネガン『聖書年代学』（岩波書店、1967年）
- ジャック・フィネガン『考古学から見た古代オリエント史』（岩波書店、1983年、復刊2004年）

編著・監修書
- 編『日本のあけぼの - 建国と紀元をめぐって』（光文社、1959年）
- 『世界の文化史蹟 第2巻.オリエントの廃墟』杉勇共編 講談社、1968.
- 『歴史清談 古代オリエント/中国日本東北』陳舜臣対談 河北新報社、1987.10.
- 岡田明子・小林登志子著、監修『古代メソポタミアの神々 - 世界最古の「王と神の饗宴」』（集英社、2000年）

記念論集
- 『オリエント学論集 三笠宮殿下還暦記念』日本オリエント学会編. 講談社、1975
- 『オリエント学論集 三笠宮殿下古稀記念』日本オリエント学会編. 小学館、1985.12.
- 『三笠宮殿下米壽記念論集』三笠宮殿下米寿記念論集刊行会編著 刀水書房、2004.11.

## 家庭
崇仁亲王与百合子于1941年10月结婚，育有三子二女。三个儿子均在崇仁之前去世。
- 长女甯子内親王∝ 近衞忠煇
  - 近衞忠大
- 长子寬仁親王 ∝ 麻生信子
  - 彬子女王
  - 瑶子女王
- 次子桂宮宜仁親王 ，终身未婚
- 次女容子内親王 ∝ 千宗之 
  - 菊地明史
  - 千敬史
  - 阪田万纪子
- 三子高圆宫宪仁亲王 ∝ 鳥取久子
  - 承子女王
  - 典子女王（2014年降嫁后，称千家典子）
  - 絢子女王（2018年降嫁后，称守谷絢子）

## 譜系圖
|  |  | (122)明治天皇 | (122)明治天皇 | (122)明治天皇 | (122)明治天皇 | (122)明治天皇 | (122)明治天皇 |  |  | (123)大正天皇 | (123)大正天皇 | (123)大正天皇 | (123)大正天皇 | (123)大正天皇 | (123)大正天皇 |  |  | (124)昭和天皇      | (124)昭和天皇      | (124)昭和天皇      | (124)昭和天皇      | (124)昭和天皇      | (124)昭和天皇      |  |  | (125)上皇（明仁）  | (125)上皇（明仁）  | (125)上皇（明仁）  | (125)上皇（明仁）  | (125)上皇（明仁）  | (125)上皇（明仁）  |  |  | (126)今上天皇（德仁）  | (126)今上天皇（德仁）  | (126)今上天皇（德仁）  | (126)今上天皇（德仁）  | (126)今上天皇（德仁）  | (126)今上天皇（德仁）  |  |  |          |          |          |          |          |          |  |  |
|  |  | (122)明治天皇 | (122)明治天皇 | (122)明治天皇 | (122)明治天皇 | (122)明治天皇 | (122)明治天皇 |  |  | (123)大正天皇 | (123)大正天皇 | (123)大正天皇 | (123)大正天皇 | (123)大正天皇 | (123)大正天皇 |  |  | (124)昭和天皇      | (124)昭和天皇      | (124)昭和天皇      | (124)昭和天皇      | (124)昭和天皇      | (124)昭和天皇      |  |  | (125)上皇（明仁）  | (125)上皇（明仁）  | (125)上皇（明仁）  | (125)上皇（明仁）  | (125)上皇（明仁）  | (125)上皇（明仁）  |  |  | (126)今上天皇（德仁）  | (126)今上天皇（德仁）  | (126)今上天皇（德仁）  | (126)今上天皇（德仁）  | (126)今上天皇（德仁）  | (126)今上天皇（德仁）  |  |  |          |          |          |          |          |          |  |  |
|  |  |               |               |               |               |               |               |  |  |               |               |               |               |               |               |  |  |                    |                    |                    |                    |                    |                    |  |  |                    |                    |                    |                    |                    |                    |  |  |                        |                        |                        |                        |                        |                        |  |  |          |          |          |          |          |          |  |  |
|  |  |               |               |               |               |               |               |  |  |               |               |               |               |               |               |  |  | （秩父宮）雍仁親王 | （秩父宮）雍仁親王 | （秩父宮）雍仁親王 | （秩父宮）雍仁親王 | （秩父宮）雍仁親王 | （秩父宮）雍仁親王 |  |  | （常陸宮）正仁親王 | （常陸宮）正仁親王 | （常陸宮）正仁親王 | （常陸宮）正仁親王 | （常陸宮）正仁親王 | （常陸宮）正仁親王 |  |  | （秋篠宮）皇嗣文仁親王 | （秋篠宮）皇嗣文仁親王 | （秋篠宮）皇嗣文仁親王 | （秋篠宮）皇嗣文仁親王 | （秋篠宮）皇嗣文仁親王 | （秋篠宮）皇嗣文仁親王 |  |  | 悠仁親王 | 悠仁親王 | 悠仁親王 | 悠仁親王 | 悠仁親王 | 悠仁親王 |  |  |
|  |  |               |               |               |               |               |               |  |  |               |               |               |               |               |               |  |  | （秩父宮）雍仁親王 | （秩父宮）雍仁親王 | （秩父宮）雍仁親王 | （秩父宮）雍仁親王 | （秩父宮）雍仁親王 | （秩父宮）雍仁親王 |  |  | （常陸宮）正仁親王 | （常陸宮）正仁親王 | （常陸宮）正仁親王 | （常陸宮）正仁親王 | （常陸宮）正仁親王 | （常陸宮）正仁親王 |  |  | （秋篠宮）皇嗣文仁親王 | （秋篠宮）皇嗣文仁親王 | （秋篠宮）皇嗣文仁親王 | （秋篠宮）皇嗣文仁親王 | （秋篠宮）皇嗣文仁親王 | （秋篠宮）皇嗣文仁親王 |  |  | 悠仁親王 | 悠仁親王 | 悠仁親王 | 悠仁親王 | 悠仁親王 | 悠仁親王 |  |  |
|  |  |               |               |               |               |               |               |  |  |               |               |               |               |               |               |  |  |                    |                    |                    |                    |                    |                    |  |  |                    |                    |                    |                    |                    |                    |  |  |                        |                        |                        |                        |                        |                        |  |  |          |          |          |          |          |          |  |  |
|  |  |               |               |               |               |               |               |  |  |               |               |               |               |               |               |  |  | （高松宮）宣仁親王 | （高松宮）宣仁親王 | （高松宮）宣仁親王 | （高松宮）宣仁親王 | （高松宮）宣仁親王 | （高松宮）宣仁親王 |  |  | 寬仁親王           | 寬仁親王           | 寬仁親王           | 寬仁親王           | 寬仁親王           | 寬仁親王           |  |  |                        |                        |                        |                        |                        |                        |  |  |          |          |          |          |          |          |  |  |
|  |  |               |               |               |               |               |               |  |  |               |               |               |               |               |               |  |  | （高松宮）宣仁親王 | （高松宮）宣仁親王 | （高松宮）宣仁親王 | （高松宮）宣仁親王 | （高松宮）宣仁親王 | （高松宮）宣仁親王 |  |  | 寬仁親王           | 寬仁親王           | 寬仁親王           | 寬仁親王           | 寬仁親王           | 寬仁親王           |  |  |                        |                        |                        |                        |                        |                        |  |  |          |          |          |          |          |          |  |  |
|  |  |               |               |               |               |               |               |  |  |               |               |               |               |               |               |  |  |                    |                    |                    |                    |                    |                    |  |  |                    |                    |                    |                    |                    |                    |  |  |                        |                        |                        |                        |                        |                        |  |  |          |          |          |          |          |          |  |  |
|  |  |               |               |               |               |               |               |  |  |               |               |               |               |               |               |  |  | （三笠宮）崇仁親王 | （三笠宮）崇仁親王 | （三笠宮）崇仁親王 | （三笠宮）崇仁親王 | （三笠宮）崇仁親王 | （三笠宮）崇仁親王 |  |  | （桂宮）宜仁親王   | （桂宮）宜仁親王   | （桂宮）宜仁親王   | （桂宮）宜仁親王   | （桂宮）宜仁親王   | （桂宮）宜仁親王   |  |  |                        |                        |                        |                        |                        |                        |  |  |          |          |          |          |          |          |  |  |
|  |  |               |               |               |               |               |               |  |  |               |               |               |               |               |               |  |  | （三笠宮）崇仁親王 | （三笠宮）崇仁親王 | （三笠宮）崇仁親王 | （三笠宮）崇仁親王 | （三笠宮）崇仁親王 | （三笠宮）崇仁親王 |  |  | （桂宮）宜仁親王   | （桂宮）宜仁親王   | （桂宮）宜仁親王   | （桂宮）宜仁親王   | （桂宮）宜仁親王   | （桂宮）宜仁親王   |  |  |                        |                        |                        |                        |                        |                        |  |  |          |          |          |          |          |          |  |  |
|  |  |               |               |               |               |               |               |  |  |               |               |               |               |               |               |  |  |                    |                    |                    |                    |                    |                    |  |  |                    |                    |                    |                    |                    |                    |  |  |                        |                        |                        |                        |                        |                        |  |  |          |          |          |          |          |          |  |  |
|  |  |               |               |               |               |               |               |  |  |               |               |               |               |               |               |  |  |                    |                    |                    |                    |                    |                    |  |  | （高圓宮）憲仁親王 |                    |                    |                    |                    |                    |  |  |                        |                        |                        |                        |                        |                        |  |  |          |          |          |          |          |          |  |  |
|  |  |               |               |               |               |               |               |  |  |               |               |               |               |               |               |  |  |                    |                    |                    |                    |                    |                    |  |  |                    |                    |                    |                    |                    |                    |  |  |                        |                        |                        |                        |                        |                        |  |  |          |          |          |          |          |          |  |  |